# Сырные мухи

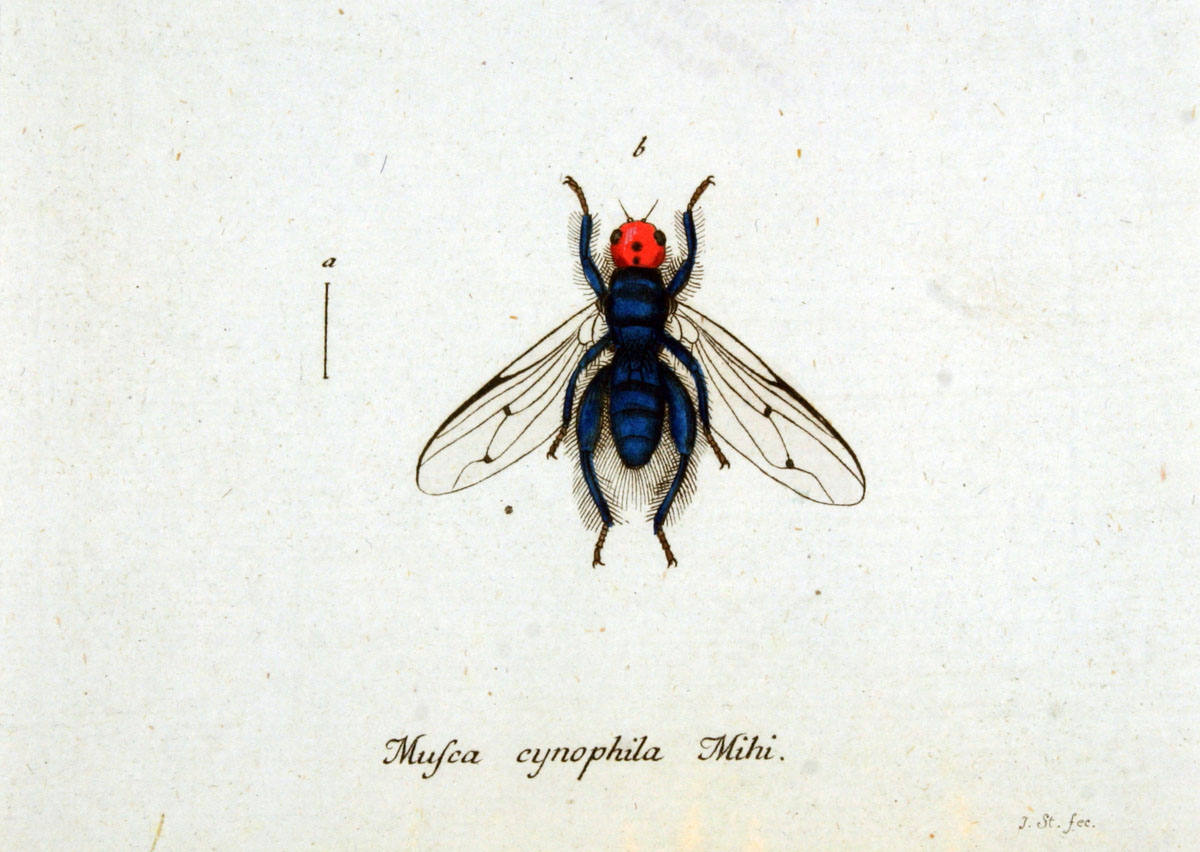
Thyreophora cynophila

Сырные мухи или пиофилиды (лат. Piophilidae) — семейство насекомых отряда двукрылых подотряда короткоусых инфраотряда круглошовных мух. Описано в 1835 году французским энтомологом Пьером Жюстеном Мари Маккаром.
Наиболее типичный представитель семейства — Piophila casei (сырная муха).

## Описание
Имаго чёрного либо коричневого цвета, размер мелкий или средний (3—8 мм). На лбу имеется множество коротких и тонких щетинок. Длина и ширина лба одинакова у особей обоих полов. Усики небольшой длины, с голой либо очень коротко опушённой аристой. Среднеспинка — от почти голой до почти полностью покрытой волосками; для неё, как правило, характерен блеск, реже — полосы налёта либо полное покрытие налётом. Крылья длинные, превосходящие длиной брюшко, умеренной ширины, с развитыми анальной областью и алулой, как правило прозрачные (у представителей рода Mycetaulus — покрытые тёмными пятнами). Ноги — не слишком длинные, прямые. Бёдра и голени — простые, у самцов рода Protohyreophora, как правило, покрытые пучками длинных волосков, у самцов рода Amphipogon — с длинными волосками, расположенными пучками. На голенях средних ног отсутствует дорсальная предвершинная щетина. У самцов имеет место асимметрия VI—VIII сегментов брюшка. У представителей семейства обычно отсутствуют VI—VII тергиты (либо имеются лишь фрагменты VI тергита). VI—VIII стерниты заходят на дорсальную сторону брюшка. Гениталии насекомых в целом симметричны, но, как правило, наблюдается незначительная асимметрия эпандрия. Сурстили не имеют с эпандрием соединения. Эдеагус — голый либо опушённый, часто с шипиками, имеющий длину от незначительной до очень большой. Самки имеют телескопический, слабо склеротизированный яйцеклад и (кроме представителей рода Amphipogon) две обычно склеротизированные, имеющие вытянутую форму сперматеки.
Самка за один раз откладывает несколько десятков яиц (например, у вида Piophila casei — 40—120). Развитие личинок происходит на разлагающемся органическом субстрате — трупах или фекалиях позвоночных животных (трибы Piophilini и Thyreophirini) либо гниющих грибах (представители трибы Mycetaulini); наибольшую известность имеют личинки сырной мухи — Piophila casei, распространённые вредители, развивающиеся на продуктах питания (солёной или вяленой рыбе, сыре, сале, ветчине). Личинки P. casei и ряда других видов в случае опасности могут прыгать на значительные расстояния; предположительно, способностью совершать прыжки обладают все представители семейства. Прыжок личинки происходит следующим образом: вначале она сворачивается кольцом и зацепляется за выросты на заднем конце своего тела ротовыми крючками, после чего складывается пополам за счёт сокращения мускулатуры — и, наконец, резко распрямляется, осуществляя таким образом прыжок.

## Распространение
Большая часть видов голарктические, некоторые являются неотропическими и космополитами. В России встречаются 17—20 видов 11 родов.

## Классификация
Piophilidae — небольшое семейство, насчитывающее менее 100 описанных видов. Классификация семейства длительное время была нерешённой. Наиболее употребительна ныне классификация Дж. Ф. Макэлпайна (1977), несколько модифицированная советским и российским энтомологом А. Л. Озеровым (2000), включающая 23 рода в 2 подсемействах: Neottilinae, в которое входят 2 рода и 4 вида, и Piophilinae, подразделяющимся на 3 трибы — Mycetaulini (6 родов, 15 видов), Piophilini (8 родов, 41 вид) и Tryerophorini (6 родов, 9 видов) (ранее также выделялось подсемейство Thyreophorinae); триба Tryerophorini также рассматривалась Макэлпайном как подтриба (Thyreophorina) в составе трибы Piophiliny. Кроме того, в состав семейства входит один не размещённый в классификации род. В конце 1980-х годов на основании исследований австралийских видов трибы Piophiliny исследователь Д. К. Макэлпайн рассматривал род Protopiophila и, потенциально, также остальные роды трибы Piophilini как синонимы рода Piophila — однако до проведения всестороннего филогенетического анализа группы, который подтвердил бы это, продолжает использоваться классификация Макэлпайна—Озерова. Семейство включает 72 описанных вида; кроме того, Дж. Ф. Макэлпайном в 1989 году сообщалось о наблюдении ещё 15 неописанных неарктических видов. Семейство Piophilidae, по-видимому, является наиболее близкородственным семейству Pallopteridae.
- Подсемейство Neottiophilinae[4][5]
  - Род Actenoptera[6]
    - Actenoptera avalona McAlpine, 1977
    - Actenoptera hilarella (Zetterstedt, 1847) (син.: Heteromyza hilarella Zetterstedt, 1847)

  - Род Neottiophilum Frauenfeld, 1868
    - Neottiophilum praeustum (Meigen, 1826)
- Подсемейство Piophilinae[4][7][8]
  - Триба Mycetaulini
    -       - Род Allopiophila[9] Hendel, 1917
      - Allopiophila luteata Meigen, 1833
      - Allopiophila testacea (Melander, 1924) (син.: Mycetaulus testacea Melander, 1924)
      - Род Amphipogon[10][11] Wahlberg, 1845
        - Amphipogon flavum Zetterstedt, 1838
        - Amphipogon hyperborea (Greene, 1919)

      - Род Boreopiophila[12] Frey 1930
        - Boreopiophila tomentosa Frey, 1930[13]

      - Род Mycetalus[14] Loew, 1845
        - Mycetaulus bipunctatus (Fallén, 1823)
        - Mycetaulus hispanicus Duda, 1927
        - Mycetaulus latipennis Ozerov & Barták, 1993

      - Род Pseudoseps
        - Pseudoseps signata (Fallén, 1820)

  - Триба Piophilini
    - Подтриба Piophilina
      - Род Arctopiophila[15]
        - Arctopiophila arctica (Holmgren, 1883) (син.: Piophila arctica Holmgren, 1883; Piophila aterrima Becker, 1897)
        - Arctopiophila nigerrima (Lundbeck, 1901) (син.: Piophila nigerrima Lundbeck, 1901)

      - Род Liopiophila[16] Duda, 1924
        - Liopiophila varipes (Meigen, 1830) (син.: Piophila varipes Meigen, 1830)
        - Liopiophila varipesa Melander and Spuler, 1917

      - Род Neopiophila[17] McAlpine, 1977[18]
        - Neopiophila setaluna Mcalpine, 1977
        - Neopiophila uralica Ozerov 2002[18]

      - Род Parapiophila McAlpine, 1977
        - Parapiophila caerulescens (Zetterstedt, 1847)
        - Parapiophila calceata (Duda, 1924)
        - Parapiophila flavipes (Zetterstedt, 1847)
        - Parapiophila lonchaeoides (Zetterstedt, 1838)
        - Parapiophila vulgaris (Fallén, 1820)

      - Род Piophila[19] Fallén, 1810
        - Piophila aethiopica Hennig, 1951
        - Piophila asiaticus Gregor, 1971
        - Piophila atrichosa McAlpine, 1977
        - Piophila australis (Harrison 1959)
        - Piophila bipunctatus (Fallén, 1823)
        - Piophila casei (Linnaeus, 1758)
        - Piophila confusus Soos, 1977
        - Piophila contecta Walker, 1860
        - Piophila costalis Melander, 1924
        - Piophila flavifacies Brunetti, 1909
        - Piophila hispanicus Duda, 1927
        - Piophila latipennis Ozerov & Bartak, 1993
        - Piophila latipes Meigen, 1838
        - Piophila leucodactyla Hennig, 1954
        - Piophila lituratus Melander & Spuler, 1917
        - Piophila longipennis Loew, 1870
        - Piophila megastigmata McAlpine, 1978
        - Piophila metallica Brullé, 1833
        - Piophila nigra Brullé, 1833
        - Piophila nigriceps Meigen, 1826
        - Piophila nigritellus Melander, 1924
        - Piophila nigriventris Curran, 1934
        - Piophila nitida Brullé, 1833
        - Piophila pallida McAlpine, 1977
        - Piophila penicillata Steyskal, 1964
        - Piophila pilosa Staeger, 1845
        - Piophila polypori Melander, 1924
        - Piophila ruficoxa Macquart, 1835
        - Piophila scutellata (Harrison 1960)
        - Piophila senescens (Melander & Spuler, 1917) (син.: Piophila nigriceps Macquart, 1851)
        - Piophila stylata (Becker, 1914)
        - Piophila subdolus (Johnson, 1922)
        - Piophila viridicollis Macquart, 1843
        - Piophila viridis Macquart, 1835
        - Piophila vitrea McAlpine, 1989

      - Род Prochyliza[20]
        - Prochyliza brevicornis Melander, 1924
        - Prochyliza lundbecki (Duda, 1924) (син.: Liopiophila lundbecki Duda, 1924)
        - Prochyliza nigricoxa (Melander and Spuler, 1917) (син.: Piophila nigricoxa Melander and Spuler, 1917)
        - Prochyliza nigrimana (Meigen, 1826) (син.: Piophila affinis Meigen, 1830; Piophila morator Melander, 1924; Piophila nigrimana Meigen, 1826; Piophila occipitalis Melander and Spuler, 1917; Piophila privigna Melander, 1924)
        - Prochyliza xanthostoma Walker, 1849

      - Род Protopiophila[21]
        - Protopiophila australis Harrison
        - Protopiophila latipes (Meigen, 1838) (син.: Mycetaulus hornigi Cresson, 1919; Piophila latipes Meigen, 1838)

      - Род Stearibia[22] Lioy, 1864
        - Stearibia nigriceps (Meigen, 1826) (син.: Piophila foveolata Meigen, 1826, Piophila nirgriceps Meigen, 1826)

    - Подтриба Thyreophorina
      - Род Centrophlebomyia Hendel, 1903
        - Centrophlebomyia furcata (Fabricius, 1794)
        - Centrophlebomyia anthropophaga (Robineau-Desvoidy, 1830)
        - Centrophlebomyia furcata (Fabricius, 1794)

      - Род Thyreophora
        - Thyreophora cynophila (Panzer, 1794) (син.: Musca cynophila Panzer, 1794)